# Paraentoria lushanensis
Paraentoria lushanensis är en insektsart som beskrevs av Chen, S.C. och Yun He He 2000. Paraentoria lushanensis ingår i släktet Paraentoria och familjen Phasmatidae. Inga underarter finns listade i Catalogue of Life.